# Василево (Будовське сільське поселення)
Василево (рос. Василево) — присілок в Торжоцькому районі Тверської області Російської Федерації.
Населення становить 9 осіб. Входить до складу муніципального утворення Будовське сільське поселення.

## Історія
Від 2005 року входить до складу муніципального утворення Будовське сільське поселення.

## Населення
| 1859 | 1884 | 2002 | 2010 |
| ---- | ---- | ---- | ---- |
| 275  | ↘234 | ↘22  | ↘9   |